# Beg Ferati
Beg Ferati, né le 10 novembre 1986 à Pristina (en RFS de Yougoslavie et actuellement au Kosovo) est un footballeur suisse d'origine kosovare. Il évolue comme défenseur central.

## Biographie

### En club
Ferati passe par les clubs du FC Pratteln et du Concordia Bâle lors de son parcours en junior. 
Il signe son premier contrat professionnel avec le FC Bâle en 2005 et joue avec la réserve du club bâlois. L'année suivante il rejoint le FC Concordia Bâle et y reste jusqu'en 2008 avant de revenir en Super League avec le FC Bâle. 
En janvier 2008, il fait ses débuts avec le FC Bâle marqués par une nette victoire 3:0 face au club de Neuchâtel Xamax. Le 4 novembre 2008, il remplace Atan Cagdas et dispute les matchs de C1 au côté de David Ángel Abraham et fait une prestation remarquable face au FC Barcelone entre autres. 
Le 9 août 2009 lors de la rencontre disputée face au FC Zurich, Beg Ferati et Franco Costanzo, gardien et capitaine de l'équipe bâloise, ont une altercation sur le terrain et se font alors remarquer car les deux joueurs évoluent dans la même équipe. 
Ferati choisit de rejoindre la Bundesliga par l'intermédiaire du club du SC Fribourg en 2011, où il signe pour un contrat de 3 ans. Il choisit de faire le saut à l'étranger après avoir participé à 51 matchs dans le Championnat de Suisse. Il informe son club de son départ pour le club allemand en janvier 2011 avant de se blesser et est remplacé par le jeune et prometteur Aleksandar Dragović.

### En équipe nationale
Ferati est sélectionné avec l'Équipe de Suisse espoirs à 12 reprises et marque une fois. 
Le sélectionneur national, Ottmar Hitzfeld appelle le 4 août 2011 le joueur pour disputer le match amical face à l'Équipe du Liechtenstein de football. Il fait partie des quatre néophytes convoqués par Ottmar Hitzfeld avec Gaetano Berardi, Timm Klose et Fabian Lustenberger. Ferati représente donc le quatrième défenseur central appelé avec Philippe Senderos, Timm Klose et Johan Djourou pour cette rencontre amicale.
Le joueur rentre à la 64e en tant que remplaçant de Johan Djourou. Ferati se montre heureux de cette première sélection : « J’ai eu beaucoup de plaisir en entrant sur le terrain [...]. Je suis assez content de ma prestation. Je n’ai pas tellement ressenti de nervosité. À vrai dire, j’étais plus joyeux que nerveux. [...] C’était une bonne expérience et j’aimerais bien être de la partie la prochaine fois aussi ».

## Statistiques
| Saison                | Club                  | Championnat           | Championnat | Championnat | Coupe(s) nationale(s) | Coupe(s) nationale(s) | Compétition(s) continentale(s) | Compétition(s) continentale(s) | Compétition(s) continentale(s) | Suisse | Suisse | Total | Total |
| Saison                | Club                  | Division              | M.          | B.          | M.                    | B.                    | Comp.                          | M.                             | B.                             | M.     | B.     | M.    | B.    |
| 2005-2006             | FC Bâle U21           | 1re ligue             | 28          | 0           | -                     | -                     | -                              | -                              | -                              | -      | -      | 28    | 0     |
| Sous-total            | Sous-total            | Sous-total            | 28          | 0           | -                     | -                     | -                              | -                              | -                              | -      | -      | 28    | 0     |
| 2006-2007             | FC Concordia Bâle     | Challenge League      | 31          | 0           | 1                     | 0                     | -                              | -                              | -                              | -      | -      | 32    | 0     |
| 2007-2008             | FC Concordia Bâle     | Challenge League      | 14          | 1           | 1                     | 0                     | -                              | -                              | -                              | -      | -      | 15    | 1     |
| Sous-total            | Sous-total            | Sous-total            | 45          | 1           | 2                     | 0                     | -                              | -                              | -                              | -      | -      | 47    | 1     |
| 2007-2008             | FC Bâle               | Super League          | 5           | 0           | -                     | -                     | -                              | -                              | -                              | -      | -      | 5     | 0     |
| 2008-2009             | FC Bâle               | Super League          | 18          | 0           | 4                     | 0                     | C1                             | 4                              | 0                              | -      | -      | 26    | 0     |
| 2009-2010             | FC Bâle               | Super League          | 17          | 0           | 4                     | 0                     | C3                             | 3                              | 0                              | -      | -      | 24    | 0     |
| 2010-2011             | FC Bâle               | Super League          | 16          | 0           | 3                     | 0                     | C1                             | 6                              | 0                              | -      | -      | 25    | 0     |
| Sous-total            | Sous-total            | Sous-total            | 56          | 0           | 11                    | 0                     | -                              | 13                             | 0                              | -      | -      | 80    | 0     |
| 2011-2012             | SC Fribourg           | Bundesliga            | 6           | 0           | 1                     | 0                     | -                              | -                              | -                              | 1      | 0      | 8     | 0     |
| 2012-2013             | FC Winterthour (prêt) | Challenge League      | 17          | 2           | -                     | -                     | -                              | -                              | -                              | -      | -      | 17    | 2     |
| Sous-total            | Sous-total            | Sous-total            | 23          | 2           | 1                     | 0                     | -                              | -                              | -                              | 1      | 0      | 25    | 2     |
| 2013-2014             | FC Sion               | Super League          | 31          | 0           | 3                     | 0                     | -                              | -                              | -                              | -      | -      | 34    | 0     |
| 2015-2016             | FC Bienne (prêt)      | Challenge League      | 12          | 0           | 2                     | 0                     | -                              | -                              | -                              | -      | -      | 14    | 0     |
| 2016-2017             | FC Chiasso (prêt)     | Challenge League      | 2           | 0           | -                     | -                     | -                              | -                              | -                              | -      | -      | 2     | 0     |
| Sous-total            | Sous-total            | Sous-total            | 45          | 0           | 5                     | 0                     | -                              | -                              | -                              | -      | -      | 50    | 0     |
| Total sur la carrière | Total sur la carrière | Total sur la carrière | 197         | 3           | 19                    | 0                     | -                              | 13                             | 0                              | 1      | 0      | 230   | 3     |

## Palmarès
- FC Bâle
  - Championnat de Suisse de football
    - Vainqueur (3) : 2008, 2010 et 2011

- FC Bâle
  - Coupe de Suisse
    - Vainqueur (1) : 2010.